# Anaphiloscia simoni
Anaphiloscia simoni is een pissebed uit de familie Philosciidae. De wetenschappelijke naam van de soort is voor het eerst geldig gepubliceerd in 1907 door Racovitza.